# 올리버 노우드
올리버 제임스 노우드(Oliver James Norwood, 1991년 4월 12일 ~ )는 잉글랜드 태생의 북아일랜드의 축구 선수로 현재 프리미어리그에 소속되어 있는 셰필드 유나이티드에서 활약하고 있다.그는 맨체스터 유나이티드 유소년 팀 출신이며, 칼라일 유나이티드, 스컨소프 유나이티드, 코번트리 시티로 임대된 후 1군 출장을 하기 위해 2012년 허더즈필드 타운과 계약을 하게 된다. 2014년 그는 레딩으로 팀을 옮기게 된다.